# Talismania bussingi
Talismania bussingi är en fiskart som beskrevs av Sazonov, 1989. Talismania bussingi ingår i släktet Talismania och familjen Alepocephalidae. Inga underarter finns listade i Catalogue of Life.